# Марьо Шиволія
Марьо Шиволія Єлиця (хорв. Marijo Šivolija Jelica; 29 червня 1981, Омишаль, Приморсько-Горанська жупанія) — хорватський боксер, призер чемпіонатів світу та Європи серед аматорів.

## Спортивна кар'єра
На кваліфікаційному чемпіонаті Європи 2004 Шиволія зайняв друге місце.
- В 1/16 переміг Тоні Девіса (Англія) — 21-9
- В 1/8 переміг Мирослава Крепстула (Литва) — 32-8
- В чвертьфіналі переміг Івана Рибаца (Боснія і Герцоговина) — RSCO 3
- В півфіналі переміг Андрія Федчука (Україна) — 30-16
- У фіналі програв Євгену Макаренко (Росія) — RSCO 2

Шиволія отримав срібну медаль і путівку на Олімпійські ігри 2004.
На Олімпійських іграх 2004 Шиволія програв в першому бою Едгару Муньозу (Венесуела) — 23-31.
На чемпіонаті світу 2005 Шиволія завоював срібну медаль.
- В 1/16 пройшов Андрія Мірюка (Білорусь)
- В 1/8 переміг Лей Юпінга (Китай) — (+)9-9
- В чвертьфіналі переміг Даугірдаса Шемьотаса (Литва) — 28-14
- В півфіналі переміг Артака Малумяна (Вірменія) — 20-10
- У фіналі програв Ердосу Жанабергенову (Казахстан) — 12-27

На чемпіонаті Європи 2006 програв в першому бою Мамаду Дьямбенгу (Франція) — 23-27.
На чемпіонаті світу 2007 Шиволія переміг Джавіда Тагієва (Азербайджан) і Кенні Ігана (Ірландія), а в чвертьфіналі програв Аббосу Атоєву (Узбекистан) — 6-17.
На Олімпійських іграх 2008 в першому бою переміг Сатупайтеа Фарані Тавуі (Самоа), а в другому програв Джахону Курбанову (Таджикистан) — 1-8.